# بايرن ميونخ موسم 2002–03
كان موسم 2002–03 الموسم الـ104 في تاريخ نادي بايرن ميونخ والموسم الـ38 له تواليًا في الدرجة الأولى من الدوري الألماني. وعلى الرغم من الفارق الذي بلغ 16 نقطة بينه وبين صاحب المركز الثاني شتوتغارت في الدوري الألماني، إلا أن الموسم لم يكن ناجحاً تماماً بسبب الأداء المهين في دوري أبطال أوروبا، حيث حصل النادي على نقطتين فقط من ست مباريات. ورغم أن المنتخب الفرنسي وقع في المجموعة الأصعب على الإطلاق، والتي ضمت ميلان وديبورتيفو لاكورونيا ولانس، فإن خروجه المبكر لم يكن متوقعا مع تعاقده مع لاعبين مثل مايكل بالاك وزي روبرتو وسباستيان دايسلر، ولاعبين حاليين مثل أفضل لاعب في كأس العالم 2002 أوليفر كان في تشكيلة الفريق.